# Flora Brovina
Flora Brovina (Skenderaj, 30 de setembre de 1949) és una poetessa, pediatra, política i activista pels drets de la dona albanesakosovar. Va néixer a la ciutat de Skenderaj, a la vall de Drenica de Kosovo, i es va criar a Pristina, on va anar a l'escola i va començar a estudiar medicina. Després d'acabar els estudis universitaris a Zagreb, on es va especialitzar en pediatria. Va tornar a Kosovo i va treballar durant un temps com a periodista al diari en llengua albanesa Rilindja (Renaixement). Poc després, va tornar a la professió assistencial i va treballar durant molts anys a la sala de pediatria de l'Hospital General de Pristina.

## La guerra de Kosovo
A mesura que la situació política a Kosovo es va deteriorar a la dècada del 1990 i van esclatar els combats, Brovina va dirigir una clínica sanitària a Pristina en la qual va distribuir informació sobre l'assistència sanitària sobre qüestions tan diverses com les picades de serp, guarir ferides i cuidar nadons. També va utilitzar el centre per acollir diversos nens orfes, molts dels quals havien perdut els pares durant els combats i les expulsions. Ella i els seus companys de treball van tenir cura de fins a 25 nens alhora.
El 20 d'abril de 1999, durant la guerra de Kosovo, Brovina va ser segrestada per vuit paramilitars serbis emmascarats de la casa on es trobava i va ser conduïda amb cotxe cap a una destinació inicialment desconeguda. Així, es trobava en captivitat a Sèrbia quan les forces de l'OTAN van prendre la capital i les tropes sèrbies es van retirar del país. Les primeres notícies del seu segrest van aparèixer el 24 d'abril de 1999, quan el seu fill va assolir contactar amb l'associació internacional d'escriptors, PEN, amb una crida urgent que es donés a conèixer la notícia del seu segrest el més àmplia possible. Va ser traslladada a una presó sèrbia de Požarevac i, durant el primer mes de detenció, va ser sotmesa a més de 200 hores d'interrogatori en 18 sessions separades que duraven típicament entre les 7:00h fins a les 17:00h. El 9 de desembre de 1999, en un procés judicial, va ser acusada d'«activitats terroristes» segons l'article 136 del Codi penal iugoslau. Va passar un any i mig a les presons sèrbies abans de ser alliberada a causa de la pressió internacional.

## Obra
Com a escriptora, Flora Brovina és autora de tres volums de poemes lírics. La primera col·lecció, Verma emrin tim (Crida'm pel meu nom), que conté 42 versos, es va publicar a Pristina el 1973, quan tenia només vint-i-quatre anys. Sis anys després, el 1979, va seguir la col·lecció Bimë e zë (Planta i veu). En aquesta col·lecció apareixen alguns dels principals temes de la poesia de Brovina. Entre ells destaca el destí de les dones a la societat i, en particular, el paper de les dones com a mares, donadores de vida i criadores. És aquí on comencen a aparèixer els naixements, els cordons umbilicals, el líquid amniòtic i l'alletament matern. Al costat de les plantes, aquests són potser els símbols més omnipresents de la seva producció de versos. La seva tercera i última col·lecció de versos originals, titulada Mat e çmat (Amb la cinta que mesura), va ser publicada a Pristina el 1995. Mat e çmat va aparèixer en un moment en què Kosovo es dirigia cap a la guerra. Tot i que aquesta tercera col·lecció no es pot interpretar com a poesia política en gran manera, hi ha molts poemes en el volum que reflecteixen la seva preocupació no només pels problemes i aspiracions dels individus, sinó també pel destí del seu poble, amb la llibertat i l'autodeterminació.
El 1999, Flora Brovina va rebre el premi anual Tucholsky del PEN Club suec, premi que ha estat atorgat a altres escriptors destacats com Salman Rushdie, Adam Zagajewski, Nuruddin Farah, Taslima Nasrin, Shirali Nurmuadov i Vincent Magombe. També va rebre el premi PEN / Barbara Goldsmith Freedom to Write del PEN American Center, i el Premi dels Drets Humans de la Fundació Heinrich Böll de Berlín.
Malgrat aquest reconeixement internacional, és curiós assenyalar que, com a poetessa, Flora Brovina no ha format mai part de l'establishment literari de Kosovo ni el seus poemes han trobat el camí cap al corrent de la literatura albanesa contemporània. Una col·lecció del seu poemes ha aparegut en anglès com a «Flora Brovina, Call me by my Name, Poetry from Kosova» (Nova York: Gjonlekaj, 2001) en una edició bilingüe albanès-anglès, traduïda per Robert Elsie, 

## Política
Després que Kosovo es proclamés independent, Flora Brovina va presentar la candidatura a la presidència de Kosovo el 2001 a la llista del Partit Democràtic de Kosovo (PDK), candidata sorpresa en lloc del líder del partit, Hashim Thaçi. Des de llavors, ha estat membre de l'Assemblea de Kosovo durant cadascun dels seus períodes legislatius.